# Wetowo
Wetowo także Wjatowo (bułg. Ветово, Вя̀тово) – miasto w północnej Bułgarii, w obwodzie Ruse. Siedziba administracyjna gminy Wetowo.
Miasteczko zamieszkują zarówno Bułgarzy jak i Turcy, Cyganie i Tatarzy krymscy.
Do zabytków zalicza się Rusenski Łom, graniczący z miejscowością Pisanec. W tym obszarze znajdują się jedne z najbogatszych złóż kaolinu na Bałkanach, które sięgają do 8 metrów głębokości.